# لورانس إي. خان
لورانس إي. خان (بالإنجليزية: Lawrence E. Kahn)‏ هو محامي وقاضي أمريكي، ولد في 8 ديسمبر 1937 في تروي في الولايات المتحدة.